# Olympische Sommerspiele 1928/Leichtathletik – Dreisprung (Männer)
Der Dreisprung der Männer bei den Olympischen Spielen 1928 in Amsterdam wurde am 2. August 1928 im Olympiastadion Amsterdam ausgetragen. 24 Athleten nahmen teil.
Olympiasieger wurde der Japaner Oda Mikio vor dem US-Amerikaner Levi Casey. Bronze ging an Vilho Tuulos aus Finnland.

## Bestehende Rekorde
| Weltrekord         | 15,52 m | Dan Ahearn ( USA)         | New York, USA               | 30. Mai 1911  |
| Weltrekord         | 15,52 m | Nick Winter ( Australien) | Finale OS Paris, Frankreich | 12. Juli 1924 |
| Olympischer Rekord | 15,52 m | Nick Winter ( Australien) | Finale OS Paris, Frankreich | 12. Juli 1924 |

Der Olympia- und Weltrekord wurde bei diesen Spielen nicht erreicht.

## Durchführung des Wettbewerbs
Am 2. August gab es eine Qualifikationsrunde in zwei Gruppen. Für das Finale, das am selben Tag stattfand, qualifizierten sich die sechs besten Springer – hellblau unterlegt – aus den beiden Gruppen. Dabei ging das Resultat der Qualifikation mit in das Endresultat ein.

## Qualifikation
Datum: 2. August 1928

### Gruppe 1

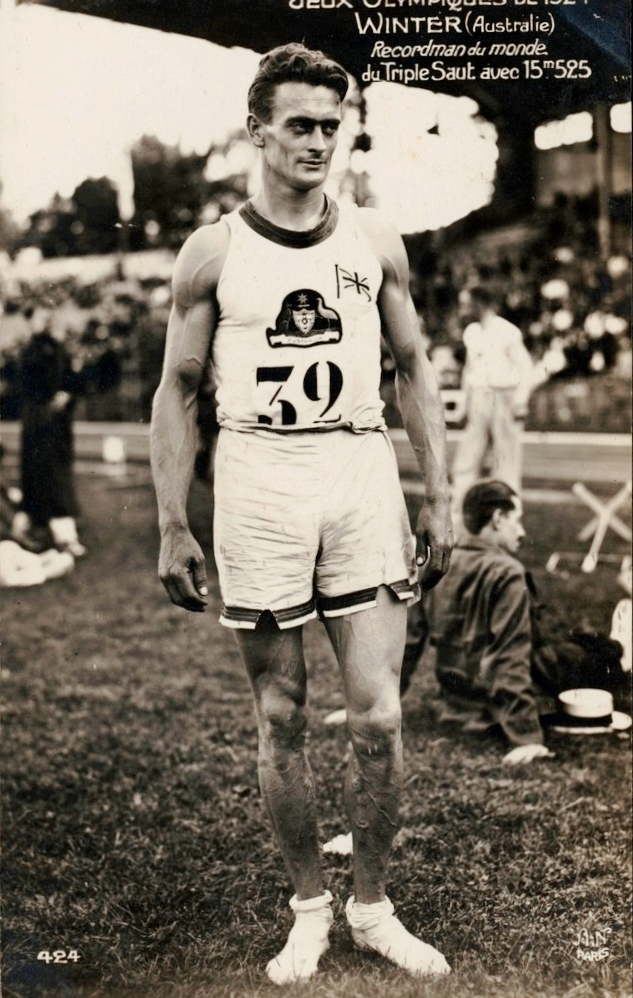
Nick Winter – Olympiasieger 1924 – ausgeschieden mit 14,15 m in Qualifikationsgruppe 1
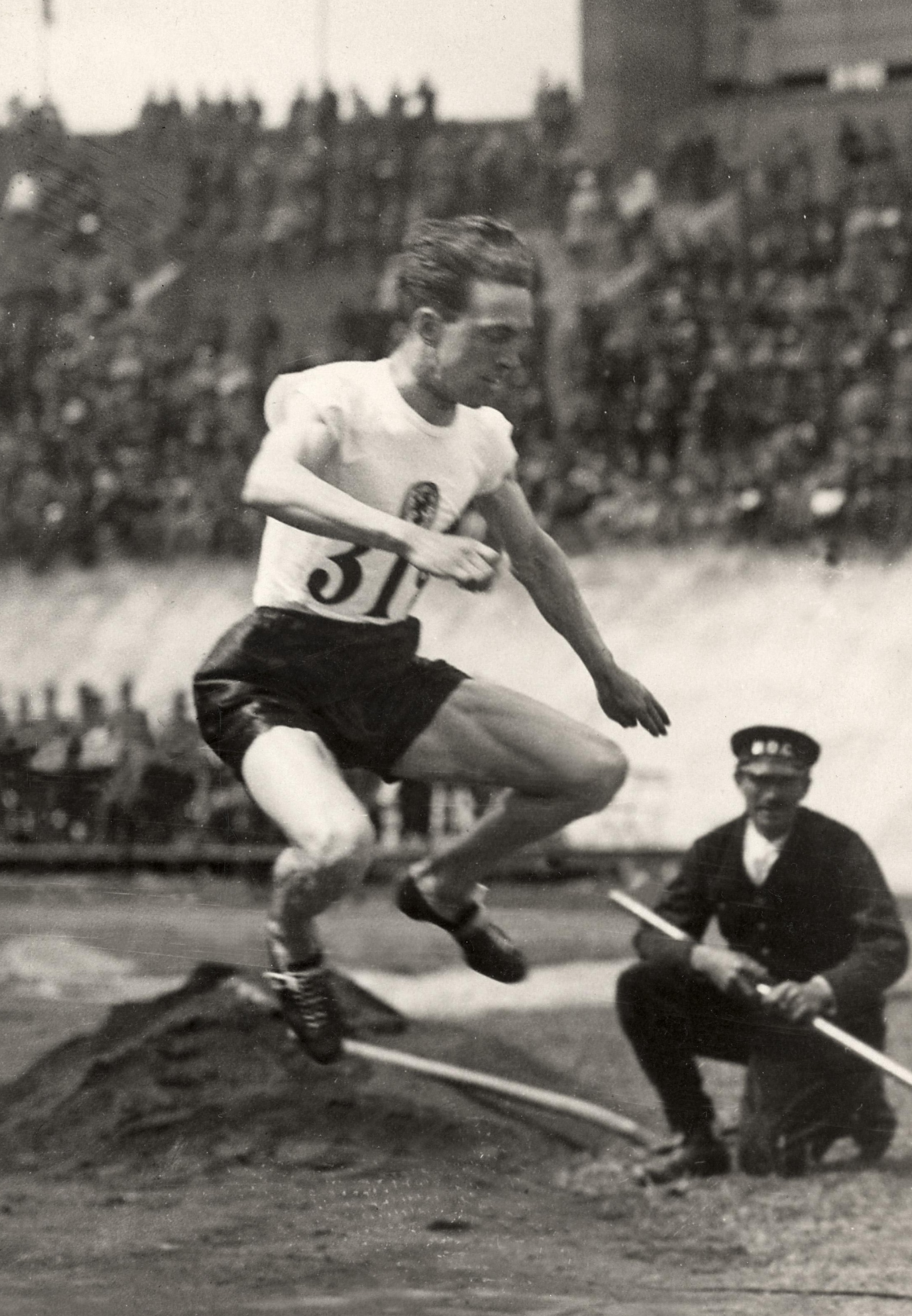
Steef van Musscher – ausgeschieden mit 13,93 m in Qualifikationsgruppe 1
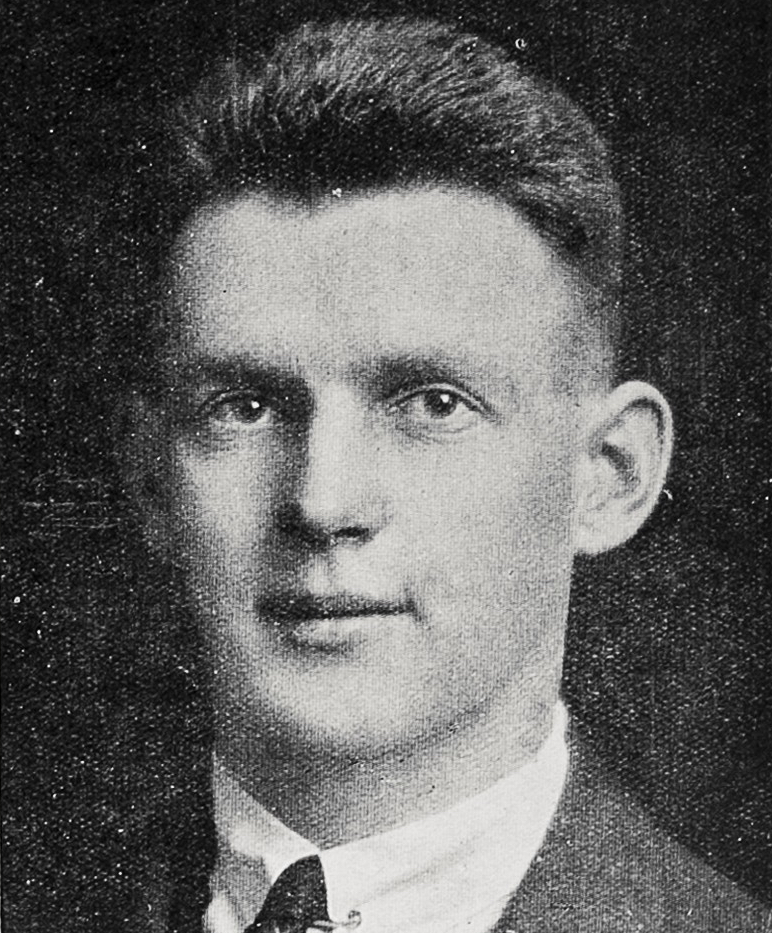
Wilfrid Kalaugher – ausgeschieden mit 12,94 m in Qualifikationsgruppe 1

| Platz | Name                  | Nation             | Weite   |
| ----- | --------------------- | ------------------ | ------- |
| 1     | Oda Mikio             | Japan              | 15,21 m |
| 2     | Vilho Tuulos          | Finnland           | 14,73 m |
| 3     | Toimi Tulikoura       | Finnland           | 14,70 m |
| 4     | Willem Peters         | Niederlande        | 14,55 m |
| 5     | Sidney Bowman         | USA                | 14,35 m |
| 6     | Nick Winter           | Australien         | 14,15 m |
| 7     | Steef van Musscher    | Niederlande        | 13,93 m |
| 8     | Konstantinos Petridis | Griechenland       | 13,83 m |
| 9     | Theo Phelan           | Irischer Freistaat | 13,73 m |
| 10    | Bob Kelley            | USA                | 13,64 m |
| 11    | Arild Lenth           | Norwegen           | 13,39 m |
| 12    | Ferenc Molnár         | Ungarn             | 13,36 m |
| 13    | Wilfrid Kalaugher     | Neuseeland         | 12,94 m |

### Gruppe 2

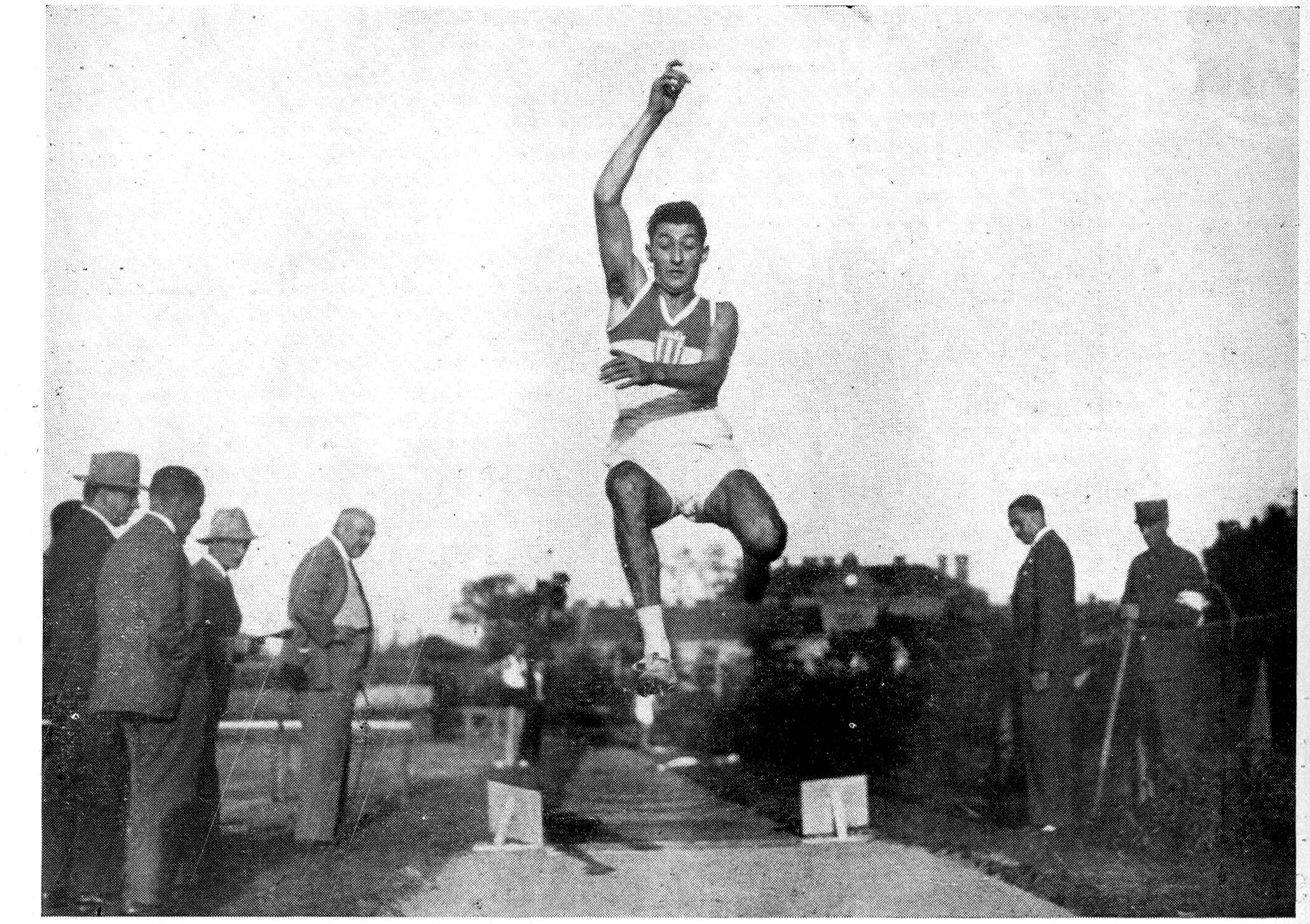
Imre Fekete – ausgeschieden mit 14,07 m in Qualifikationsgruppe 2
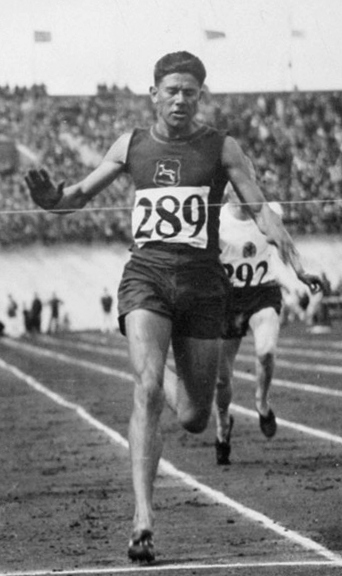
Johannes Viljoen – ausgeschieden mit 12,49 m in Qualifikationsgruppe 2

| Platz | Name             | Nation                | Weite   |
| ----- | ---------------- | --------------------- | ------- |
| 1     | Nambu Chūhei     | Japan                 | 15,01 m |
| 2     | Levi Casey       | USA                   | 14,93 m |
| 3     | Erkki Järvinen   | Finnland              | 14,65 m |
| 4     | Väinö Rainio     | Finnland              | 14,41 m |
| 5     | Jan Blankers     | Niederlande           | 14,35 m |
| 6     | Lloyd Bourgeois  | USA                   | 14,28 m |
| 7     | Gijs Lamoree     | Niederlande           | 14,08 m |
| 8     | Imre Fekete      | Ungarn                | 14,07 m |
| 9     | Alex Munroe      | Kanada                | 13,87 m |
| 10    | Hermann Brügmann | Dänemark              | 13,82 m |
| 11    | Johannes Viljoen | Südafrikanische Union | 12,49 m |

## Finale und Resultat der besten Acht
Datum: 2. August 1928
|       |                 |             |                     | Finale                            |                                   |                                   |             |
| Platz | Name            | Nation      | Qualifikationsweite | 1. Versuch                        | 2. Versuch                        | 3. Versuch                        | Endresultat |
| 1     | Oda Mikio       | Japan       | 15,21 m             | 15,21 m                           | x                                 | 15,21 m                           | 15,21 m     |
| 2     | Levi Casey      | USA         | 14,93 m             | 14,93 m                           | 15,17 m                           | 15,17 m                           | 15,17 m     |
| 3     | Vilho Tuulos    | Finnland    | 15,09 m             | 15,09 m                           | 15,11 m                           | 15,11 m                           | 15,11 m     |
| 4     | Nambu Chūhei    | Japan       | 15,01 m             | 15,01 m                           | 15,00 m                           | 15,01 m                           | 15,01 m     |
| 5     | Toimi Tulikoura | Finnland    | 14,70 m             | 14,70 m                           | 14,62 m                           | 14,70 m                           | 14,70 m     |
| 6     | Erkki Järvinen  | Finnland    | 14,65 m             | 14,65 m                           | x                                 | 14,65 m                           | 14,65 m     |
| 7     | Willem Peters   | Niederlande | 14,55 m             | nicht für das Finale qualifiziert | nicht für das Finale qualifiziert | nicht für das Finale qualifiziert | 14,55 m     |
| 8     | Väinö Rainio    | Finnland    | 14,41 m             | nicht für das Finale qualifiziert | nicht für das Finale qualifiziert | nicht für das Finale qualifiziert | 14,41 m     |

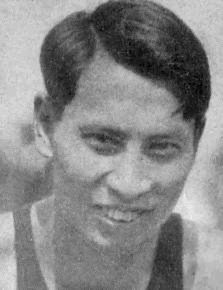
Olympiasieger Oda Mikio

In Amsterdam begründete Oda Mikio die japanische Dominanz im Dreisprung für drei Olympische Spiele. Er siegte mit 15,21 m knapp vor dem US-Amerikaner Levi Casey, der 15,17 m sprang. Mit 15,11 m errang der inzwischen 33-jährige Olympiasieger von 1920 Vilho Tuulos die Bronzemedaille. Nick Winter, Olympiasieger von 1924 nahm zwar ebenfalls an diesem Wettkampf teil, hatte aber nicht mehr die Form von 1924 und landete auf dem zwölften Platz.
Oda Mikio errang den ersten japanischen Olympiasieg und zugleich die erste japanische Medaille im Dreisprung.

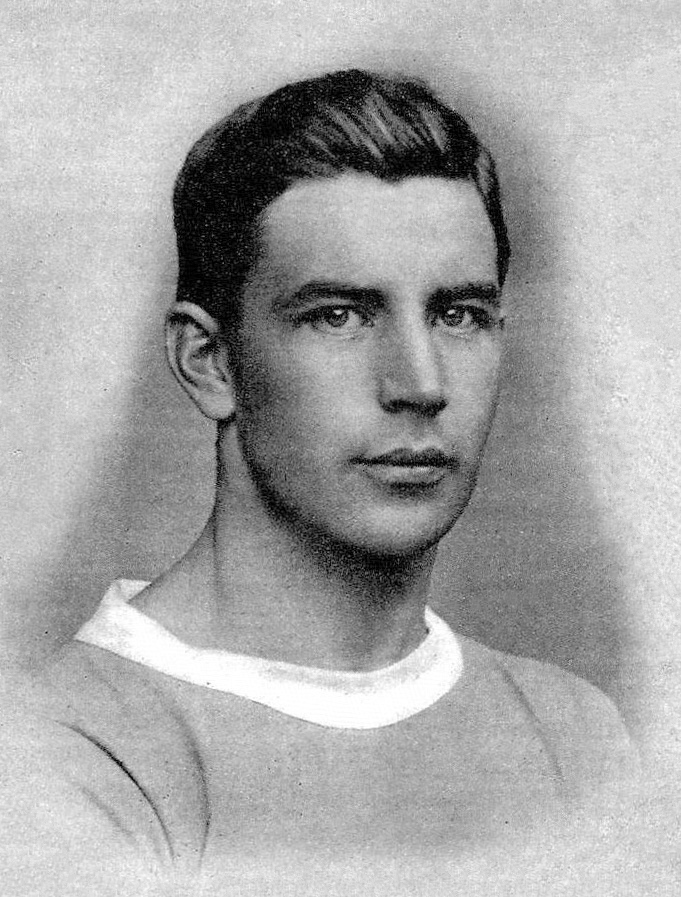
Bronze gab es dismal für Vilho Tuulos, unter anderem Olympiasieger von 1920
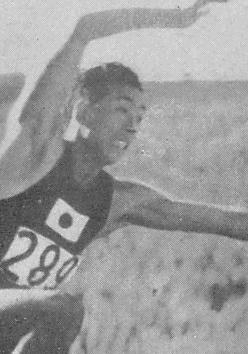
Platz vier für Nambu Chūhei, der 1932 Gold gewinnen sollte

## Video
- Oda Becomes Asia's First Individual Olympic Champion - Amsterdam 1928 Olympics, veröffentlicht am 9. Oktober 2012 auf youtube.com, abgerufen am 14. September 2017